# Râul Micuș
Râul Micuș (Pârâul Micești sau Valea Indolului) este un afluent de stânga al râului Hășdate.